# Nelson Justus
Nelson Roberto Placido Silva Justus (Curitiba, 13 de junho de 1947) é um advogado e político brasileiro, atualmente deputado estadual.
Em 1970, formou-se em Direito pela Universidade Federal do Paraná. Cursou especialização na Faculdade de Direito de Coimbra. Iniciou a sua carreira profissional como professor de Português e Direito Usual na Escola Técnica de Comércio de Plácido e Silva, onde ministrou aulas por oito anos.

## Vida pública
Em 1985, assumiu a presidência da Companhia de Habitação do Paraná. Já em 1986 assumiu a presidência da Companhia de Saneamento do Paraná (Sanepar).
Em 1990, foi eleito pela primeira vez deputado estadual, onde está exercendo o mandato até os dias de hoje. Em 2007, foi eleito presidente da ALEPR, e reeleito em 2009.
Foi Secretario da Indústria, Comércio e Desenvolvimento Econômico, e em 2001, Secretario dos Transportes, na gestão de Jaime Lerner.
Em 2015, foi denunciado pelo Ministério Público do Paraná por formação de quadrilha, peculato, falsidade ideológica e lavagem de dinheiro, referente ao período entre 2007 e 2010, quando o político presidia a Assembleia Legislativa do Paraná.. Porém, em 9 de junho de 2020, um juiz da 2ª Vara da Fazenda Pública de Curitiba julgou improcedente a ação.

## Desempenho em eleições
| Ano  | Eleição                    | Coligação                                   | Partido | Cargo             | Votos  | %     | Resultado |
| ---- | -------------------------- | ------------------------------------------- | ------- | ----------------- | ------ | ----- | --------- |
| 1990 | Estadual no Paraná em 1990 | Sem coligação (PRN)                         | PRN     | Deputado Estadual | 11.805 | -     | Eleito    |
| 1994 | Estadual no Paraná em 1994 | (PDT, PTB, PSDB, PFL, PV)                   | PTB     | Deputado Estadual | 24.851 | 0,74% | Eleito    |
| 1998 | Estadual no Paraná em 1998 | (PTB, PTN, PL, PPS, PFL, PSD, PRP. PT do B) | PTB     | Deputado Estadual | 44.557 | -     | Eleito    |
| 2002 | Estadual no Paraná em 2002 | Paraná de Todos Nós (PSDB, PFL, PSL, PAN)   | PFL     | Deputado Estadual | 72.889 | 1,40% | Eleito    |
| 2006 | Estadual no Paraná em 2006 | Voto Limpo (PPS, PFL)                       | PFL     | Deputado Estadual | 44.430 | 0,82% | Eleito    |
| 2010 | Estadual no Paraná em 2010 | Novo Paraná (DEM, PP, PRB, PSDB, PTB)       | DEM     | Deputado Estadual | 43.035 | 0,75% | Eleito    |
| 2014 | Estadual no Paraná em 2014 | Avança Paraná (PSDB, DEM, PROS, PSB, PHS)   | DEM     | Deputado Estadual | 43.446 | 0,75% | Eleito    |
| 2018 | Estadual no Paraná em 2018 | Paraná Firme (PP, PTB, DEM, PSDB, PSB)      | DEM     | Deputado Estadual | 38.349 | 0,67% | Eleito    |
| 2022 | Estadual no Paraná em 2022 | Sem coligação (UNIÃO)                       | UNIÃO   | Deputado Estadual | 38.779 | 0,64% | Suplente  |